# Легка атлетика на літніх Олімпійських іграх 1968
Змагання з легкої атлетики на літніх Олімпійських іграх 1968 були проведені з 13 по 20 жовтня в Мехіко на Олімпійському стадіоні. Олімпійські чемпіони зі спортивної ходьби та марафонського бігу визначались на шосейних трасах, прокладених вулицями міста, проте старт і фініш відбувався на стадіоні.
Це були перші олімпійські ігри на американському континенті за межами США. Вперше на олімпійських іграх доріжка стадіону була синтетичною. Вони проходили в високогірному Мехіко на висоті 2244 метрів над рівнем моря. Жодна з попередніх Олімпіад не проводилась в містах, розташованих вище 200 метрів над рівнем моря. У зв'язку з цим очікувалися високі результати в спринтерських дисциплінах (через зниженого опору повітря) і низькі результати в бігу на довгі дистанції (через нестачу кисню). Обидва ці очікування виправдалися. Так, світові рекорди були встановлені, зокрема, в бігу на 100, 200 і 400 метрів, кілька разів світовий рекорд був перевищений в потрійному стрибку. У стрибках в довжину Боб Бімон зробив те, що пізніше буде названо «стрибком в XXI століття» — він перевищив колишній світовий рекорд на 55 см. Цей видатний результат був найкращим у світі до 1991 року, коли був перевершений на 5 см американцем Майком Пауеллом у дуелі зі співвітчизником Карлом Льюїсом на чемпіонаті світу в Токіо.
На дистанціях 5000 і 10000 метрів були показані відверто слабкі результати. Обидві ці дистанції виграли африканські спортсмени, які виросли на високогір'ї — тунісець Могамад Ґаммуді і кенієць Нафталі Тему. Марафон виграв також африканець, ефіоп Мамо Волде, що приніс своїй країні третього олімпійське золото в марафоні. Переможець марафонських забігів на попередніх двох Олімпіадах, ефіоп Абебе Бікіла також вийшов на старт у Мехіко, проте був змушений зійти з дистанції через травму.
Героєм олімпіади став американський спортсмен Ел Ортер, який виграв четверту поспіль золоту медаль в змаганнях метальників диска. Вайомія Таєс стала першою спортсменкою (як серед жінок, так і серед чоловіків), яка двічі перемогла на стометрівці.
Не обійшлася олімпіада і без політичних демонстрацій. Під час церемонії нагородження переможців в бігу на 200 метрів серед чоловіків золотий і бронзовий призери афроамериканські атлети Томмі Сміт і Джон Карлос в знак протесту проти расизму в США під час виконання американського гімну опустили голови і підняли вгору стиснуті кулаки в чорних рукавичках. Після цього спортсмени були виключені з команди США, і МОК попросив їх залишити олімпійське селище.

## Призери

### Чоловіки
| Дисципліни                              | Золото                                                       | Золото              | Срібло                                                        | Срібло              | Бронза                                                              | Бронза              |
| --------------------------------------- | ------------------------------------------------------------ | ------------------- | ------------------------------------------------------------- | ------------------- | ------------------------------------------------------------------- | ------------------- |
| 100 метрів (вітер: 0,3 м/с)             | Джим Гайнс · США                                             | 9,9 WR (9,95)       | Леннокс Міллер · Ямайка                                       | 10,0 (10,04)        | Чарльз Грін · США                                                   | 10,0 (10,07)        |
| 200 метрів (вітер: 0,9 м/с)             | Томмі Сміт · США                                             | 19,8 WR (19,83)     | Пітер Норман · Австралія                                      | 20,0 (20,06)        | Джон Карлос · США                                                   | 20,0 (20,10)        |
| 400 метрів                              | Лі Еванс · США                                               | 43,8 WR (43,86)     | Ларрі Джеймс · США                                            | 43,9 (43,97)        | Рон Фрімен · США                                                    | 44,4 (44,41)        |
| 800 метрів                              | Ральф Дубелл · Австралія                                     | 1.44,3 WR (1.44,40) | Вілсон Кіпругут · Кенія                                       | 1.44,5 (1.44,57)    | Томас Фаррелл · США                                                 | 1.45,4 (1.45,46)    |
| 1500 метрів                             | Кіпчоге Кейно · Кенія                                        | 3.34,9 OR (3.34,91) | Джим Раян · США                                               | 3.37,8 (3.37,89)    | Бодо Тюммлер · Західна Німеччина                                    | 3.39,0 (3.39,08)    |
| 5000 метрів                             | Могамад Ґаммуді · Туніс                                      | 14.05,0 (14.05,01)  | Кіпчоге Кейно · Кенія                                         | 14.05,2 (14.05,16)  | Нафталі Тему · Кенія                                                | 14.06,4 (14.06,41)  |
| 10000 метрів                            | Нафталі Тему · Кенія                                         | 29.27,4 (29.27,40)  | Мамо Волде · Ефіопія                                          | 29.28,0 (29.27,75)  | Могамад Ґаммуді · Туніс                                             | 29.34,2             |
| 110 метрів з бар'єрами (вітер: 0,0 м/с) | Віллі Девенпорт · США                                        | 13,3 OR (13,33)     | Ервін Голл · США                                              | 13,4 (13,42)        | Едді Оттоз · Італія                                                 | 13,4 (13,46)        |
| 400 метрів з бар'єрами                  | Дейв Гемері · Велика Британія                                | 48,1 WR (48,12)     | Герхард Генніге · Західна Німеччина                           | 49,0 (49,02)        | Джон Шервуд · Велика Британія                                       | 49,0 (49,03)        |
| 3000 метрів з перешкодами               | Амос Бівот · Кенія                                           | 8.51,0 (8.51,02)    | Бенджамін Коґо · Кенія                                        | 8.51,6 (8.51,56)    | Джордж Янг · США                                                    | 8.51,8 (8.51,86)    |
| 4×100 метрів                            | США · Чарльз Грін · Мел Пендер · Ронні Рей Сміт · Джим Гайнс | 38,2 WR (38,24)     | Куба Гермес Рамірес Хуан Моралес Пабло Монтес Енріке Фігерола | 38,3 (38,40)        | Франція Жерар Фенуй Жослен Делкур Клод Пікемаль Роже Бамбюк         | 38,4 (38,43)        |
| 4×400 метрів                            | США · Вінсент Метьюз · Рон Фрімен · Ларрі Джеймс · Лі Еванс  | 2.56,1 WR (2.56,16) | Кенія Данієль Рудіша Муньйоро Ньямау Нафталі Бон Чарльз Асаті | 2.59,6 (2.59,64)    | ФРН Гельмар Мюллер Манфред Кіндер Герхард Генніге Мартін Єллінгхаус | 3.00,5 (3.00,57)    |
|                                         |                                                              |                     |                                                               |                     |                                                                     |                     |
| Марафон                                 | Мамо Волде · Ефіопія                                         | 2:20.26,4 (2:20.27) | Кіміхара Кендзі · Японія                                      | 2:23.31,0 (2:23.31) | Майк Раян · Нова Зеландія                                           | 2:23.45,0 (2:23.45) |
| Ходьба 20 кілометрів                    | Володимир Голубничий · СРСР                                  | 1:33.58,4 (1:33.58) | Хосе Педраса · Мексика                                        | 1:34.00,0 (1:34.00) | Микола Смага · СРСР                                                 | 1:34.03,4 (1:34.03) |
| Ходьба 50 кілометрів                    | Крістоф Гене · НДР                                           | 4:20.13,6 (4:20.14) | Кішш Анталь · Угорщина                                        | 4:30.17,0 (4:30.17) | Ларрі Янг · США                                                     | 4:31.55,4 (4:31.55) |
|                                         |                                                              |                     |                                                               |                     |                                                                     |                     |
| Стрибки у висоту                        | Дік Фосбері · США                                            | 2,24 OR             | Ед Карузерс · США                                             | 2,22                | Валентин Гаврилов · СРСР                                            | 2,20                |
| Стрибки з жердиною                      | Боб Сігрен · США                                             | 5,40 OR             | Клаус Шипровські · Західна Німеччина                          | 5,40                | Вольфганг Нордвіг · НДР                                             | 5,40                |
| Стрибки у довжину                       | Боб Бімон · США                                              | 8,90 WR             | Клаус Бер · НДР                                               | 8,19                | Ральф Бостон · США                                                  | 8,16                |
| Потрійний стрибок                       | Віктор Санєєв · СРСР                                         | 17,39 WR            | Нельсон Пруденсіо · Бразилія                                  | 17,27               | Джузеппе Джентіле · Італія                                          | 17,22               |
| Штовхання ядра                          | Ренді Метсон · США                                           | 20,54 OR            | Джордж Вудс · США                                             | 20,12               | Едуард Гущин · СРСР                                                 | 20,09               |
| Метання диска                           | Ел Ортер · США                                               | 64,78 OR            | Лотар Мільде · НДР                                            | 63,08               | Людвік Данек · Чехословаччина                                       | 62,92               |
| Метання молота                          | Дьюла Живоцький · Угорщина                                   | 73,36 OR            | Ромуальд Клим · СРСР                                          | 73,28               | Ловас Лазар · Угорщина                                              | 69,78               |
| Метання списа                           | Яніс Лусіс · СРСР                                            | 90,10 OR            | Йорма Кіннунен · Фінляндія                                    | 88,58               | Гергей Кульчар · Угорщина                                           | 87,06               |
|                                         |                                                              |                     |                                                               |                     |                                                                     |                     |
| Десятиборство                           | Білл Тумі · США                                              | 8193 OR             | Ганс-Йоахім Вальде · Західна Німеччина                        | 8111                | Курт Бендлін · Західна Німеччина                                    | 8064                |

### Жінки
| Дисципліни                             | Золото                                                                  | Золото              | Срібло                                                                | Срібло           | Бронза                                                                | Бронза           |
| -------------------------------------- | ----------------------------------------------------------------------- | ------------------- | --------------------------------------------------------------------- | ---------------- | --------------------------------------------------------------------- | ---------------- |
| 100 метрів (вітер: 1,2 м/с)            | Вайомія Таєс · США                                                      | 11,0 WR (11,08)     | Барбара Феррелл · США                                                 | 11,1 (11,15)     | Ірена Кіршенштейн · Польща                                            | 11,1 (11,19)     |
| 200 метрів (вітер: 2,0 м/с)            | Ірена Кіршенштейн · Польща                                              | 22,5 WR (22,58)     | Релін Бойл · Австралія                                                | 22,7 (22,74)     | Дженніфер Леймі · Австралія                                           | 22,8 (22,88)     |
| 400 метрів                             | Колетт Бессон · Франція                                                 | 52,0 (52,03)        | Лілліан Борд · Велика Британія                                        | 52,1 (52,12)     | Наталія Печонкіна · СРСР                                              | 52,2 (52,25)     |
| 800 метрів                             | Медлін Меннінг · США                                                    | 2.00,9 OR (2.00,92) | Іляна Сілай · Румунія                                                 | 2.02,5 (2.02,58) | Марія Гоммерс · Нідерланди                                            | 2.02,6 (2.02,63) |
| 80 метрів з бар'єрами (вітер: 0,0 м/с) | Морін Кейрд · Австралія                                                 | 10,3 OR (10,39)     | Памела Кілборн · Австралія                                            | 10,4 (10,46)     | Цзи Чжен · Республіка Китай                                           | 10,4 (10,51)     |
| 4×100 метрів                           | США · Барбара Феррелл · Маргарет Бейлс · Мілдретт Неттер · Вайомія Таєс | 42,8 WR (42,88)     | Куба Марлен Елехарде Фульгенсія Ромай Віолетта Кесада Мігеліна Коб'ян | 43,3 (43,36)     | СРСР Людмила Жаркова Галина Бухаріна Віра Попкова Людмила Самотьосова | 43,4 (43,41)     |
|                                        |                                                                         |                     |                                                                       |                  |                                                                       |                  |
| Стрибки у висоту                       | Мілослава Резкова · Чехословаччина                                      | 1,82                | Антоніна Окорокова · СРСР                                             | 1,80             | Валентина Козир · СРСР                                                | 1,80             |
| Стрибки у довжину                      | Віоріка Віскополяну · Румунія                                           | 6,82 WR             | Шейла Шервуд · Велика Британія                                        | 6,68             | Тетяна Талишева · СРСР                                                | 6,66             |
| Штовхання ядра                         | Маргітта Гуммель · НДР                                                  | 19,61 WR            | Маріта Ланге · НДР                                                    | 18,78            | Надія Чижова · СРСР                                                   | 18,19            |
| Метання диска                          | Ліа Маноліу · Румунія                                                   | 58,28 OR            | Лізель Вестерманн · Західна Німеччина                                 | 57,76            | Йолан Клейбер · Угорщина                                              | 54,90            |
| Метання списа                          | Немет Ангела · Угорщина                                                 | 60,36               | Міхаела Пенеш · Румунія                                               | 59,92            | Ева Янко · Австрія                                                    | 58,04            |
|                                        |                                                                         |                     |                                                                       |                  |                                                                       |                  |
| П'ятиборство                           | Інгрід Міклер-БекерІнгрід Бекер · Західна Німеччина                     | 5098                | Лізе Прокоп · Австрія                                                 | 4966             | Аннамарія Тот · Угорщина                                              | 4959             |

## Медальний залік
| Місце | Країна          | Золото | Срібло | Бронза | Загалом |
| ----- | --------------- | ------ | ------ | ------ | ------- |
| 1     | США             | 15     | 6      | 7      | 28      |
| 2     | Кенія           | 3      | 4      | 1      | 8       |
| 3     | СРСР            | 3      | 2      | 8      | 13      |
| 4     | Австралія       | 2      | 3      | 1      | 6       |
| 4     | НДР             | 2      | 3      | 1      | 6       |
| 6     | Румунія         | 2      | 2      | 0      | 4       |
| 7     | Угорщина        | 2      | 1      | 4      | 7       |
| 8     | ФРН             | 1      | 4      | 3      | 8       |
| 9     | Велика Британія | 1      | 2      | 1      | 4       |
| 10    | Ефіопія         | 1      | 1      | 0      | 2       |
| 11    | Чехословаччина  | 1      | 0      | 1      | 2       |
| 11    | Франція         | 1      | 0      | 1      | 2       |
| 11    | Польща          | 1      | 0      | 1      | 2       |
| 11    | Туніс           | 1      | 0      | 1      | 2       |
| 15    | Куба            | 0      | 2      | 0      | 2       |
| 16    | Австрія         | 0      | 1      | 1      | 2       |
| 17    | Бразилія        | 0      | 1      | 0      | 1       |
| 17    | Фінляндія       | 0      | 1      | 0      | 1       |
| 17    | Ямайка          | 0      | 1      | 0      | 1       |
| 17    | Японія          | 0      | 1      | 0      | 1       |
| 17    | Мексика         | 0      | 1      | 0      | 1       |
| 22    | Італія          | 0      | 0      | 2      | 2       |
| 23    | Нідерланди      | 0      | 0      | 1      | 1       |
| 23    | Нова Зеландія   | 0      | 0      | 1      | 1       |
| 23    | Тайвань         | 0      | 0      | 1      | 1       |